# Kovácsvágás
Kovácsvágás ist eine ungarische Gemeinde im Kreis Sátoraljaújhely im Komitat Borsod-Abaúj-Zemplén.

## Geografische Lage
Kovácsvágás liegt in Nordungarn, 67 Kilometer nordöstlich des Komitatssitzes Miskolc und drei Kilometer südlich der Stadt Pálháza. Die Nachbargemeinde Vágáshuta befindet sich vier Kilometer südlich.

## Sehenswürdigkeiten
- Aussichtsturm (János vára-kilátó), westlich des Ortes gelegen
- Endre-Ady-Büste
- Heimatmuseum (Tájház)
- Jüdischer Friedhof (Zsidó temető)
- Reformierte Kirche, erbaut 1807–1815, Spätbarock

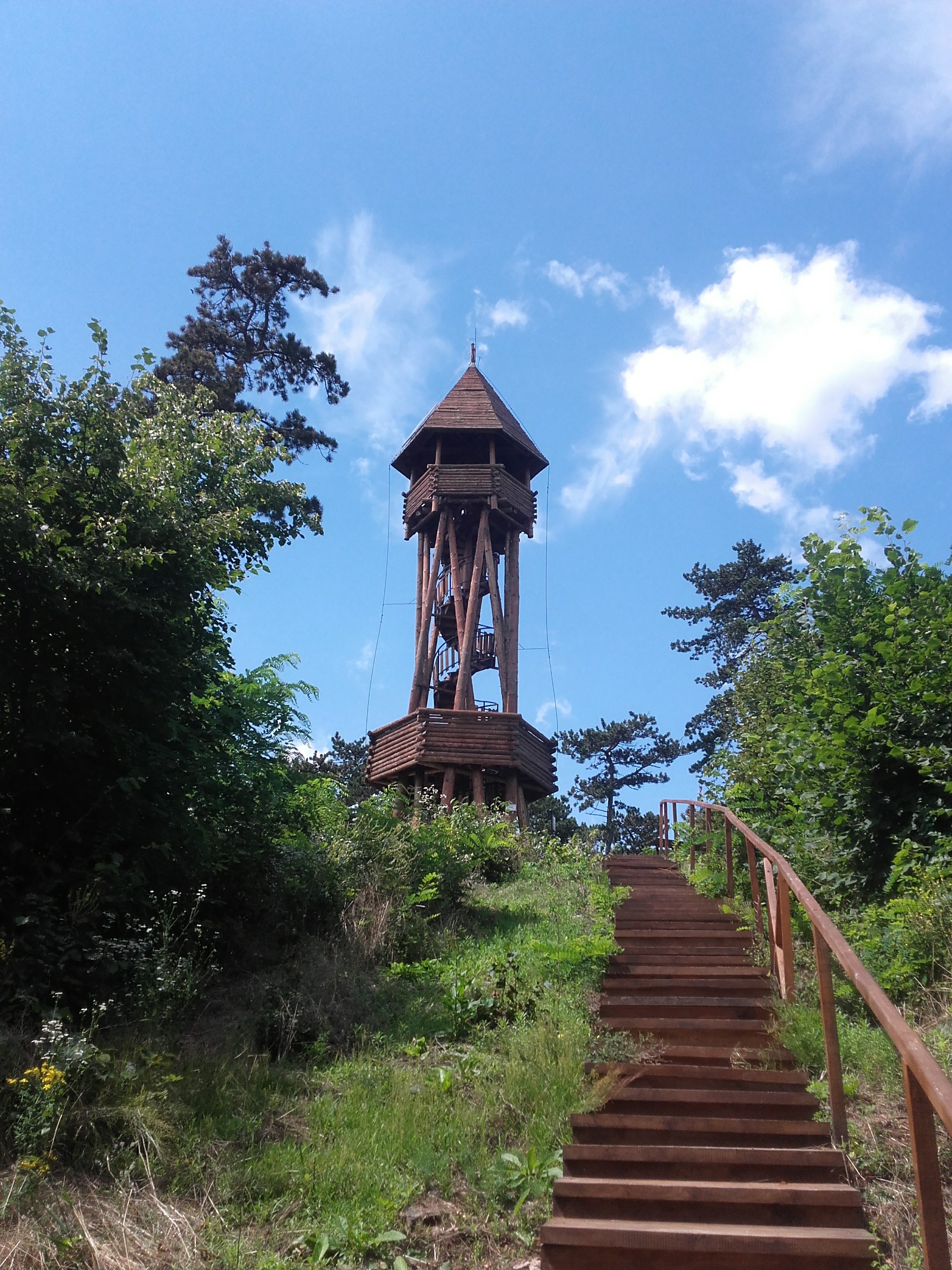
Aussichtsturm (János vára-kilátó)

- Sándor-Petőfi-Büste
- Traditionelle Weinkeller

## Fauna
Die ausgedehnten Wälder, Wiesen und Weiden der Umgebung bieten Lebensraum für zum Teil seltene Vogelarten. So finden sich dort Schwarzstorch, Kaiseradler, Schlangenadler, Schreiadler, Steinadler, Wespenbussard, Habichtskauz, Wachtelkönig, Grauspecht, Mittelspecht und Weißrückenspecht.

## Verkehr
Durch Kovácsvágás verläuft die Nebenstraße Nr. 37127. Es bestehen Busverbindungen nach Vágáshuta und Pálháza. Der nächstgelegene Bahnhof befindet sich in südöstlich in Sátoraljaújhely.